# البصيلة (المضاربة والعارة)

تعديل مصدري - تعديل

البصيلة هي إحدى قرى عزلة المضاربة بمديرية المضاربة والعارة التابعة لمحافظة لحج، بلغ تعداد سكانها 131 نسمة حسب تعداد اليمن لعام 2004.